# Novomírhorod
Novomírhorod (en ucraïnès i en rus Новомиргород) és una ciutat de la província de Kirovohrad, Ucraïna. El 2021 tenia 10.910 habitants.